# Questprobe Featuring the Human Torch and the Thing
Questprobe Featuring the Human Torch and the Thing, anche presentato a video come Questprobe 3: Fantastic Four Chpt. 1, è un videogioco di avventura testuale pubblicato nel 1985 per numerosi home computer, ideato da Scott Adams e basato sui personaggi dei fumetti Torcia Umana e La Cosa. È il terzo e ultimo titolo della serie Questprobe, dopo Questprobe Featuring Spider-Man, ed è tra l'altro l'unico a essere uscito per Amstrad CPC. La serie si interruppe con la chiusura di Adventure International, ma erano inizialmente previsti molti altri capitoli, dei quali il successivo Questprobe Featuring the X-Men; il titolo alternativo Fantastic Four Chpt. 1 significa "Fantastici Quattro capitolo 1", per cui presumibilmente si prevedeva anche un capitolo con gli altri due membri del gruppo.

## Trama
Il giocatore impersona la Torcia Umana e la Cosa. Inizialmente appare il piccolo ufficio del misterioso Chief Examiner (esaminatore capo) che, come avviene ai protagonisti dei precedenti capitoli, sottopone i due a un test delle loro capacità, che in questo caso consiste nel liberare Alicia Masters prigioniera del Dottor Destino.
L'avventura inizia in una valle di Latveria, con La Cosa che sta affondando in una grande pozza di bitume e la Torcia Umana ai margini della pozza.
Durante l'avventura si incontrano come avversari anche Blob, Ringmaster con il Circo del Crimine, e Xandu.

## Modalità di gioco
Il gioco è una tipica avventura testuale in inglese, controllata con un sistema di comandi che supporta anche frasi complesse, concatenazioni di più comandi e abbreviazioni di una lettera. Il vocabolario è più esteso rispetto ai precedenti capitoli, e nel manuale delle prime edizioni è presente un'appendice con l'elenco completo delle parole riconosciute. Era comunque un sistema già piuttosto datato per l'epoca.
In ogni momento, con l'apposito comando, si può passare al controllo dell'uno o dell'altro personaggio, che possono trovarsi anche in luoghi diversi e devono cooperare per riuscire nell'impresa.
Le descrizioni sono molto sintetiche, ma su quasi tutte le piattaforme sono presenti illustrazioni grafiche della scena corrente nella parte alta dello schermo. 
Per Commodore 64, come per i precedenti capitoli, uscirono due versioni, su cassetta e su disco, con grafica differente.